# Mildred Cohn
Mildred Cohn (Nueva York, 12 de julio de 1913-Filadelfia, 12 de octubre de 2009) fue una bioquímica estadounidense que fomentó la comprensión de los procesos bioquímicos mediante su estudio de las reacciones químicas en el interior de las células animales. Fue pionera en el uso de la resonancia magnética nuclear para el estudio de las reacciones enzimáticas, particularmente en el adenosín trifosfato (ATP). Recibió el premio científico más importante de su país, la Medalla Nacional de Ciencia, en 1982.

## Biografía

### Primeros años
Los padres de Cohn, Isidore Cohn y Bertha Klein Cohn —quienes fueron novios desde muy jóvenes—, eran judíos. Su padre era un rabino. Emigraron desde el Imperio ruso hacia los Estados Unidos alrededor de 1907. 
Nació 12 de julio de 1913 en el Bronx, donde su familia vivía en un apartamento. Cuando tenía 13 años, su padre trasladó a la familia a una cooperativa de habla yidis, Heim Gesellschaft, donde enfatizó fuertemente la educación, las artes, la justicia social, y la preservación de la cultura yidis.

### Carrera científica

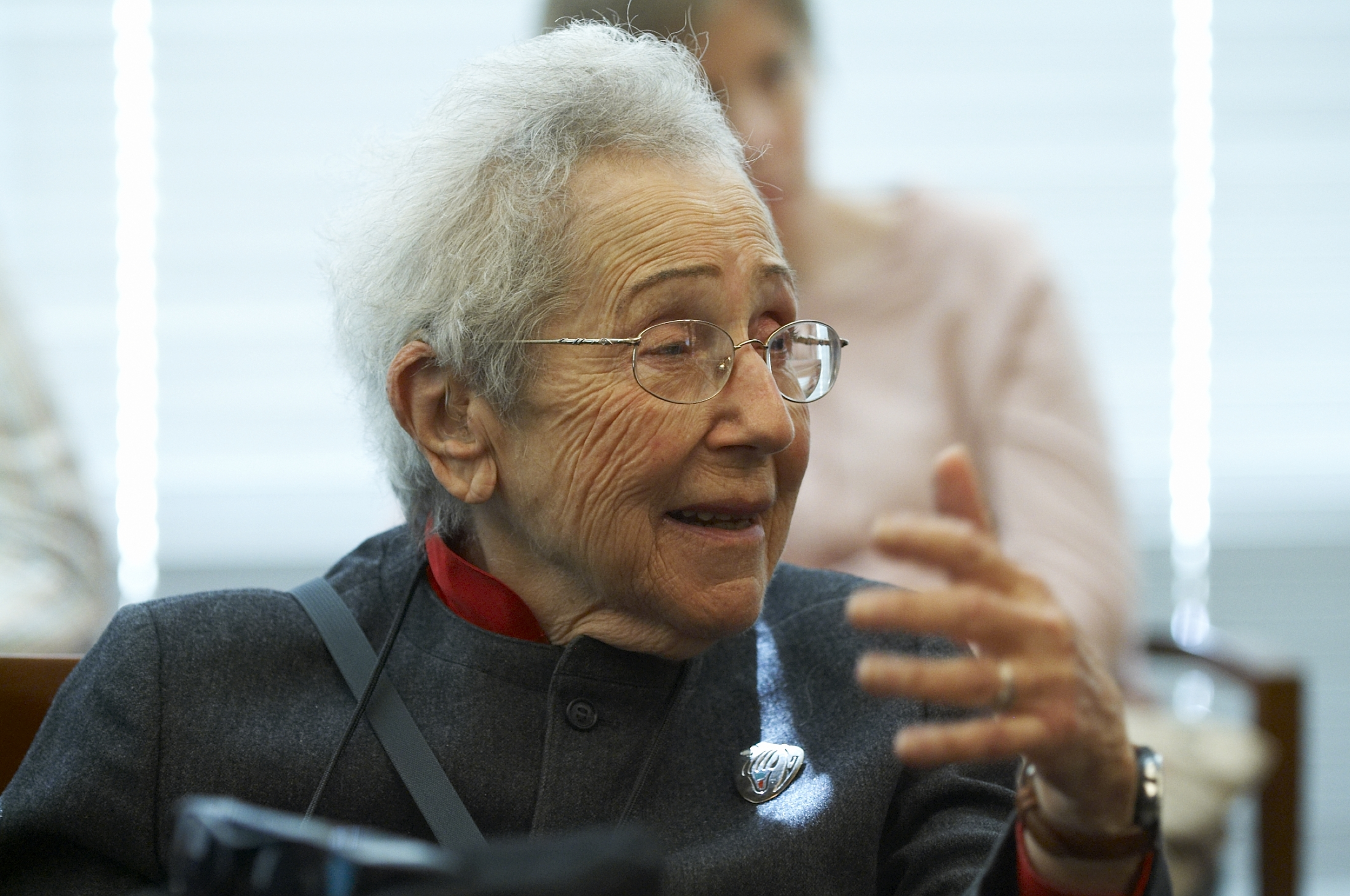
Cohn en la Conferencia Brown Bag (octubre de 2005).

Se graduó de la escuela secundaria a los 14 años. Asistió al Hunter College Recibió su licenciatura en 1931 con un cum laude. Logró pagar un solo año en la Universidad de Columbia, pero no fue elegible para una ayudantía porque era una mujer. Después de recibir su título de maestría en 1932, trabajó para el Comité Consejero Nacional para la Aeronáutica por dos años. A pesar de que tenía un supervisor de apoyo, era la única mujer entre 70 hombres, y se le informó que nunca sería ascendida. Posteriormente regresó a Universidad de Columbia y estudió con Harold Urey, quien acababa de ganar el Premio Nobel. Escribió su tesis sobre los isótopos de oxígeno y obtuvo su PhD en fisicoquímica en 1938.
Con la recomendación de Urey, fue capaz de obtener una posición como investigadora asociada en el laboratorio de Vincent du Vigneaud en la Universidad Washington en San Luis. Allí realizó estudios posdoctorales sobre el metabolismo del ácido amino-azufre usando isótopos de azufre radiactivos. Fue pionera en el uso de trazadores isotópicos para examinar el metabolismo de los compuestos que contienen azufre. Cuando Du Vigneaud trasladó su laboratorio a la escuela de medicina de la Universidad Cornell en la ciudad de Nueva York, Cohn y su nuevo marido, el físico Henry Primakoff, se trasladaron a Nueva York también.
En 1946, a Primakoff se le ofreció un puesto docente en la Universidad Washington. Cohn pudo obtener un puesto de investigadora con Carl y Gerty Cori en su laboratorio de bioquímica en la escuela de medicina de la Universidad. Allí, tuvo la libertad de elegir sus propios temas de investigación. Usó resonancia magnética nuclear para investigar la reacción del fósforo con adenosín trifosfato, que reveló información considerable sobre la bioquímica del ATP, como la estructura del ATP, la fosforilación oxidativa y papel de los iones divalentes en la conversión enzimática del ATP y ADP. Cuando se le preguntó en una entrevista acerca de sus momentos más emocionantes en la ciencia, respondió: «En 1958, cuando usaba la resonancia magnética nuclear, vi los tres primeros picos de ATP. Eso fue emocionante. [Podía] distinguir los tres átomos de fósforo en el ATP con un método espectroscópico, que nunca se había hecho antes». Al usar radioisótopos de oxígeno, Cohn descubrió cómo la fosforilación y el agua son parte de la cadena de transporte de electrones de la fosforilación oxidativa vía metabólica, el proceso ubicuo utilizado por todo organismo aerobio para generar energía, en forma de ATP, a partir de los nutrientes. Explicó cómo los iones metálicos divalentes están implicados en las reacciones enzimáticas de ADP y ATP mediante el estudio de espectros de RMN de los núcleos de fósforo y el cambio estructural en la presencia de varios iones divalentes.
En 1958, fue promovida de investigadora asociada a profesora asociada. En 1960, Cohn y su marido se unieron a la Universidad de Pensilvania. Fue nombrada profesora asociada de Biofísica y Física Bioquímica, y se convirtió en profesora a tiempo completo el año siguiente. En 1964, se convirtió en la primera mujer en recibir el Premio a la Trayectoria de la Asociación Estadounidense del Corazón, que le proporcionó apoyo hasta que llegó a los sesenta y cinco años de edad. En 1971, fue elegida miembro de la Academia Nacional de Ciencias. En 1982, se retiró de la Facultad Benjamin Rush como profesora emérita de Química Fisiológica.
En el curso de su carrera, Mildren Cohn trabajó con cuatro personas que recibieron el Premio Nobel:
- Harold Urey: Premio Nobel de Química de 1934;[9]
- Carl y Gerty Cori: Premio Nobel de Medicina y Fisiología de 1947;[16] y,
- Vincent du Vigneaud: Premio Nobel de Química de 1955.[17]

## Logros
Escribió alrededor de 160 trabajos, sobre todo en su investigación principal en la utilización de la resonancia magnética nuclear para estudiar el ATP. Recibió varios doctorados honoris causa.
Ganó la Medalla Garvan-Olin de la Sociedad Estadounidense de Química en 1963. En 1968, fue elegida miembro de la Academia Estadounidense de las Artes y las Ciencias. Se le concedió la Medalla de Oro Elliott Cresson del Instituto Franklin en 1975, por su trabajo en el análisis de complejos enzimáticos con resonancia magnética nuclear. Recibió el International Organization of Women Biochemists Award en 1979. Recibió la Medalla Chandler de la Universidad de Columbia en 1986.
En 1983, el presidente Ronald Reagan le impuso la Medalla Nacional de Ciencia por ser «pionera en el uso de trazadores isotópicos estables y espectroscopía de resonancia magnética nuclear en el estudio de los mecanismos de catálisis enzimática».
Durante su carrera, fue la primera mujer en ser nombrada miembro del consejo de redacción de la revista Journal of Biological Chemistry, donde se desempeñó como editora de 1958-1963 y 1968-1973. También fue la primera mujer en convertirse en presidenta de la Sociedad Estadounidense de Bioquímica y Biología Molecular, y la primera investigadora profesional de la Asociación Estadounidense del Corazón. En 2009, fue incluida en el Salón de la Fama Nacional de la Mujer en Seneca Falls.

## Vida privada
Estuvo casada con el físico Henry Primakoff desde 1938 hasta su muerte en 1983. Tuvieron tres hijos, todos los cuales recibieron doctorados. Es citada en el libro de Elga Wasserman The Door in the Dream: Conversations With Eminent Women in Science, diciendo «Mi mayor golpe de suerte fue casarme con Henry Primakoff, un excelente científico que me trató como a un colega intelectual y siempre supuso que debía seguir una carrera científica y se comportó en consecuencia».